# Guido De Santi
Guido De Santi (Triëst, 16 mei 1923 - aldaar, 30 oktober 1998) was een Italiaans wielrenner.

## Belangrijkste overwinningen
1949
- Milaan-Modena
- 3e etappe Ronde van Italië

1951
- 4e etappe Ronde van Italië
- 2e etappe deel A Rome-Napels-Rome
- 10e etappe deel A Ronde van Duitsland
- Eindklassement Ronde van Duitsland
- Tre Valli Varesine

1953
- 2e etappe Deutsches Dreitagerennen
- 3e etappe Deutsches Dreitagerennen
- 1e etappe deel A Rome-Napels-Rome

1954
- 1e etappe deel A Rome-Napels-Rome

## Resultaten in voornaamste wedstrijden
| Jaar | Ronde van Italië | Ronde van Frankrijk | Ronde van Spanje |
| ---- | ---------------- | ------------------- | ---------------- |
| 1946 |                  |                     |                  |
| 1947 | 37e              |                     |                  |
| 1948 | 31e              | opgave              |                  |
| 1949 | 42e (1)          | 55e (laatste)       |                  |
| 1950 | 50e              | opgave              |                  |
| 1951 | 65e (1)          |                     |                  |
| 1952 | 70e              |                     |                  |
| 1953 | 8e               |                     |                  |
| 1954 | 56e              |                     |                  |
| 1955 |                  |                     |                  |
| 1956 | 19e              |                     |                  |

| Jaar | Milaan-San Remo | Ronde van Vlaanderen | Parijs-Roubaix | Luik-Bast.‑Luik | Ronde van Lombardije |  | WK op de weg |
| ---- | --------------- | -------------------- | -------------- | --------------- | -------------------- |  | ------------ |
| 1946 |                 |                      |                |                 | 31e                  |  |              |
| 1947 | 11e             |                      |                |                 | 37e                  |  |              |
| 1948 | 65e             | 80e                  |                |                 | 19e                  |  |              |
| 1949 | 12e             |                      |                |                 |                      |  |              |
| 1950 | 86e             |                      |                |                 | 71e                  |  |              |
| 1951 | 27e             |                      |                |                 |                      |  | 23e          |
| 1952 | 101e            |                      | 46e            |                 | 44e                  |  |              |
| 1953 |                 |                      |                |                 |                      |  |              |
| 1954 | 67e             |                      |                | 11e             |                      |  |              |
| 1955 |                 |                      | 66e            |                 |                      |  |              |
| 1956 |                 |                      |                |                 |                      |  |              |